# کیرا باکلند
کیرا باکلند (انگلیسی: Kira Buckland؛ زادهٔ ۱۶ ژوئیهٔ ۱۹۸۷) بازیگر و صداپیشه اهل ایالات متحده آمریکا است. وی از سال ۲۰۰۴ میلادی تاکنون مشغول فعالیت بوده‌است.